# Huub Rothengatter
Hubertus Rothengatter (ur. 8 października 1954 w Bussum) – były holenderski kierowca wyścigowy.
Rothengatter wziął udział w 30 Grand Prix Formuły 1, debiutując 17 czerwca 1984. Nie zdobył ani jednego punktu – zawsze jeździł w małych, biednych zespołach, a jego starty na ogół rozpoczynały się w połowie sezonu. Starał się pozyskać holenderskich sponsorów między innymi poprzez umieszczenie ogłoszenia w gazecie De Telegraaf.
Po zakończeniu kariery kierowcy wyścigowego został menedżerem, reprezentował między innymi Josa Verstappena.

## Wyniki w Formule 1
| Legenda oznaczeń w tabelach wyników Wyświetl szablon na nowej stronie | Legenda oznaczeń w tabelach wyników Wyświetl szablon na nowej stronie                                                                     |
| Oznaczenie                                                            | Wyjaśnienie |
| --------------------------------------------------------------------- | --- |
| Złoty                                                                 | Zwycięzca lub mistrzostwo |
| Srebrny                                                               | 2. miejsce lub wicemistrzostwo |
| Brązowy                                                               | 3. miejsce lub II wicemistrzostwo |
| Zielony                                                               | Ukończył, punktował (w klasyfikacji generalnej, gdy zdobył co najmniej jeden punkt na przestrzeni sezonu, poza trzema powyższymi opcjami) |
| Niebieski                                                             | Ukończył, nie punktował (w klasyfikacji generalnej, gdy nie zdobył co najmniej jednego punktu na przestrzeni sezonu)                      |
| Czerwony                                                              | Nie zakwalifikował się (NZ) |
| Czerwony                                                              | Nie prekwalifikował się (NPK) |
| Różowy                                                                | Nie ukończył (NU) |
| Różowy                                                                | Niesklasyfikowany (NS) (w klasyfikacji generalnej, gdy nie został sklasyfikowany w żadnym wyścigu sezonu)                                 |
| Czarny                                                                | Zdyskwalifikowany (DK) |
| Czarny                                                                | Wykluczony (WYK/EX) |
| Biały                                                                 | Nie wystartował (NW) |
| Biały                                                                 | Kontuzjowany (K/INJ) |
| Biały                                                                 | Wyścig odwołany (OD/C) |
| Bez koloru                                                            | Został wycofany (WYC/WD) |
| Bez koloru                                                            | Nie przybył (NP/DNA) |
| Bez koloru                                                            | Nie brał udziału w treningach (NT/DNP) |
| Bez koloru                                                            | Nie został zgłoszony (–) |
| Pogrubienie                                                           | Start z pole position |
| Kursywa                                                               | Najszybsze okrążenie wyścigu |
| †                                                                     | Nie ukończył, ale jego rezultat został zaliczony ze względu na przejechanie więcej niż 90% dystansu wyścigu.                              |
| *                                                                     | Sezon w trakcie |
| 1/2/3                                                                 | Punktowana pozycja w sprincie kwalifikacyjnym                                                                                             |
| Lista systemów punktacji Formuły 1                                    | |

| Rok  | Zespół   | Samochód | Silnik              | 1   | 2   | 3      | 4      | 5      | 6      | 7      | 8      | 9      | 10     | 11     | 12     | 13     | 14     | 15     | 16     | Msc. | Pkt. |
| ---- | -------- | -------- | ------------------- | --- | --- | ------ | ------ | ------ | ------ | ------ | ------ | ------ | ------ | ------ | ------ | ------ | ------ | ------ | ------ | ---- | ---- |
| 1984 | Spirit   | 101      | Hart R4 Cosworth V8 | BRA | ZAF | BEL    | SMR    | FRA    | MCO    | CND NS | DET NZ | DAL NU | GBR NS | DEU 9  | AUT NS | NLD NU | ITA 8  | EUR    | POR    | –    | 0    |
| 1985 | Osella   | FA1G     | Alfa Romeo V8       | BRA | POR | SMR    | MCO    | CND    | DET    | FRA    | GBR    | DEU NU | AUT 9  | NLD NS | ITA NU | BEL NS | EUR NZ | ZAF NU | AUS 7  | –    | 0    |
| 1986 | Zakspeed | 861      | Zakspeed R4         | BRA | ESP | SMR NU | MCO NZ | BEL NU | CND 12 | DET NW | FRA NU | GBR NU | DEU NU | HUN NU | AUT 8  | ITA NU | POR NU | MEX NW | AUS NU | –    | 0    |